# Ана Моранди Манзолини
Ана Моранди Манзолини (Болоња, 21. јануар 1714 – Болоња, 9. јул 1774) била је међународно позната анатомкиња и моделарка од анатомског воска, као предавач анатомије на Универзитету у Болоњи.

## Биографија
Ана Моранди је рођена 1714. године у Болоњи у Италији. Одгајана је у традиционалном дому где су брак, деца и кућни начин живота били природни избор за жене. Од жена се очекивало да буду супруге, да одгајају децу и да у суштини брину о потребама и жељама својих мужева. Ово није био случај са Аном Моранди. Постала је супруга и добила децу, али уместо да брине о мужу, радила је раме уз раме са њим. Године 1736. Моранди се удала за своју љубав из детињства, Ђованија Манзолинија, професора анатомије на Универзитету у Болоњи. Она је имала 20, а он 24 године. После пет година брака, постала је мајка шесторо деце.
Ђовани Манзолини је отворио студио у њиховом дому да би Ана учила и радила. Студио није био само за уметност, већ је постао анатомска „школа“ и лабораторија за обоје. Пар је заједно радио на сецирању тела и учењу анатомије преко њих. Између Ђованијеве експертизе у људској анатомији и Аниних уметничких способности, успели су да поново створе тако невероватне комаде ремоделирањем људске анатомије кроз скулптуру. Подучавали су обиље студената медицине јер су имали приступ многим деловима тела и лешевима. Ђовани и Ана су брзо постали познати широм света, не само у Болоњи, већ и у Италији у целини; до раних 1750-их, пар био препознат на локалном и међународном нивоу.
Године 1755. њен муж је преминуо, остављајући и њу и двоје преживеле деце без поузданог издржавања. Као резултат тога, морала је да смести једно дете, Ђузепеа, у сиротиште. Добила је примамљиве понуде за посао са других универзитета, али је више волела да остане у свом родном граду, Болоњи. Након што се обратила папи и прошла напоран испит у болоњском сенату, Манзолини је добила мали годишњи износ од 300 лира за подршку. Поред тога, добила је место на Универзитету у Болоњи као анатомски демонстратор са приступом лешевима из болнице у Болоњи.
Ана Моранди Манзолини утицала је на културу Болоње из 18. века кроз уметнички и научни приступ. Она је оживела људску анатомију и омогућила многим гледаоцима да науче и уживају у њеним анатомским комадима. Туристи, посебно лекари, из целог света долазили су да виде њен рад.
Моранди је умрла 1774. у 60. години.

## Каријера
Сазнања о таленту Ане Моранди у обликовању анатомских модела проширила се широм Европе, па је била позвана на двор Катарине II Руске, као и на друге краљевске дворове. То је постала велика прекретница у њеном животу. Да би научила анатомију, Ана Моранди је морала да сецира лешеве, што јој је било изузетно тешко, али је превазишла своје страхове. Када се њен муж разболео од туберкулозе, добила је посебну дозволу да предаје уместо њега. Након смрти њеног мужа 1755. године, Моранди је у своје име именована за предавача анатомије од стране Института у Болоњи.

## Радови
Ана Моранди се удружила са својим мужем, а затим га је надмашила у вештини и угледу након његове смрти 1755. у научним сазнањима о људској анатомији, као и тачној демонстрацији анатомије у воштаној скулптури. Током својих чувених предавања о анатомији која је држала пред лекарима и туристима, пренела је стручно знање о емпиријској анатомији изведено из сецирања више од 1.000 лешева по њеном сопственом исказу, као и анатомских открића до којих су дошли и брачни пар и Моранди сама. Она је јасно показала, и теоријски и практично, дивну структуру људског тела.
Моранди је такође направила две портретне бисте у воску, од којих су обе тренутно изложене у Палати Пођи у Болоњи. Један је аутопортрет, на коме она себе приказује како ради сецирајући људски мозак; друга је њеног мужа, која се бави сличном делатношћу. Њени воштани модели били су веома цењени и док је била жива и дуго после њене смрти. Неки од њених анатомских модела били су тако вешто обликовани да их је било изузетно тешко разликовати од стварних делова тела са којих су копирани. Штавише, њена акутна вештина сецирања довела је до њеног открића неколико раније непознатих анатомских делова, укључујући завршетак косог мишића ока. Она је сматрана првом особом која је репродуковала мале делове тела у воску, укључујући капиларне судове и нерве.

## Supellex Manzoliniana
Колекција воштаних модела Ане Моранди била је позната широм Европе као Supellex Manzoliniana, и била је жељно тражена да помогне у проучавању анатомије. Њен рад је постао архетип таквих модела као што су колекција Васури и креације др Аузокса направљене од папир-машеа, које су биле претеча оних које се користе у данашњим школама и факултетима. Колекцију њених модела набавио је Медицински институт из Болоње и налази се у Институту науке у Болоњи. Њен воштани аутопортрет који приказује како сецира људски мозак постављен је из 1776. године у музеј анатомије Института наука у Палацо Пођи поред њене воштане бисте њеног мужа. Они су враћени у Пођи 2000. године.

## Почасти
- Звање професора анатомије Института у Болоњи, 1756.[12]
- Додати наслов Modelatrice Института у Болоњи, 1760.[3]
- Одликована од стране бројних шефова држава.[3]
- цар Јозеф II од Аустрије купио је један од њених модела и показао да цени њене вештине и достигнућа.[14]
- Руска Катарина II позвала ју је у Москву да држи предавања и учинила је чланицом Руског краљевског научног удружења.[14]
- Британско краљевско друштво ју је изабрало за члана и позвало на предавање у Лондон.[14]
- Почаствована у Италији као проналазач и усавршилац анатомских препарата у воску.[14]

## Галерија
- Аутопортрет биста, цртеж Цезаре Бетини
- Модел ува, восак, А. М. Манзолини
- Модел руку, восак А. М. Манзолини